# Tribulus pentandrus
Tribulus pentandrus är en pockenholtsväxtart som beskrevs av Peter Forsskål. Tribulus pentandrus ingår i släktet tiggarnötter, och familjen pockenholtsväxter. Utöver nominatformen finns också underarten T. p. pterophorus.